# Evolução do Colégio dos Cardeais sob o pontificado de Gregório XV
Abaixo está a evolução do colégio de cardeais durante o pontificado de Gregório XV e a subsequente vaga vaga .

## Composição para consistório
| Consistóro                    | 1621 | 1623 |
| ----------------------------- | ---- | ---- |
| Dezembro 1583                 | 1    | 1    |
| Consistórios de Gregório XIII | 1    | 1    |
| Maio 1585                     | 1    |      |
| Novembro 1586                 | 1    |      |
| Dezembro 1587                 | 3    | 1    |
| Dezembro 1588                 | 1    | 1    |
| Consistórios de Sisto V       | 6    | 3    |
| Março 1591                    | 1    | 1    |
| Consistórios de Gregório XIV  | 1    | 1    |
| Setembro 1593                 | 1    |      |
| Junho 1596                    | 2    | 2    |
| Março 1599                    | 6    | 5    |
| Junho 1604                    | 7    | 6    |
| Consistórios de Clemente VIII | 16   | 13   |
| Julho 1605                    | 1    | 1    |
| Setembro 1606                 | 3    | 3    |
| Dezembro 1607                 | 2    | 1    |
| Novembro 1608                 | 4    | 3    |
| Agosto 1611                   | 9    | 7    |
| Dezembro 1615                 | 9    | 8    |
| Setembro 1616                 | 5    | 3    |
| Março 1618                    | 2    | 1    |
| Julho 1619                    | 1    | 1    |
| Janeiro 1621                  | 10   | 10   |
| Consistórios de Paulo V       | 46   | 38   |
| Fevereiro 1621                |      | 1    |
| Abril 1621                    |      | 4    |
| Julho 1621                    |      | 2    |
| Setembro 1622                 |      | 4    |
| Consistórios de Gregório XV   |      | 11   |
| Total                         | 70   | 67   |

## Evolução durante o pontificado
| Data                    | Evento                                                                 | Total |
| ----------------------- | ---------------------------------------------------------------------- | ----- |
| 8 de fevereiro de 1621  | Abertura do Conclave de 1621                                           | 70    |
| 9 de fevereiro de 1621  | Eleição papal do Cardeal Alessandro Ludovisi com o nome de Gregório XV | 69    |
| 10 de fevereiro de 1621 | Morte do Cardeal Pietro Aldobrandini (49 anos)                         | 68    |
| 12 de fevereiro de 1621 | Morte do Cardeal Ladislaus de Aquino (78 anos)                         | 67    |
| 15 de fevereiro de 1621 | Criação de 1 Cardeais                                                  | 68    |
| 15 de fevereiro de 1621 | Ludovico Ludovisi                                                      | 68    |
| 19 de fevereiro de 1621 | Morte do Cardeal Giacomo Sannesio (61 anos)                            | 67    |
| 27 de março de 1621     | Morte do Cardeal Benedetto Giustiniani (66 anos)                       | 66    |
| 19 de abril de 1621     | Criação de 4 Cardeais                                                  | 70    |
| 19 de abril de 1621     | Antonio Caetani                                                        | 70    |
| 19 de abril de 1621     | Francesco Sacrati                                                      | 70    |
| 19 de abril de 1621     | Francesco Boncompagni                                                  | 70    |
| 19 de abril de 1621     | Ippolito Aldobrandini, Jr.                                             | 70    |
| 21 de junho de 1621     | Morte do Cardeal Luís de Guise (46 anos)                               | 69    |
| 4 de julho de 1621      | Morte do Cardeal Jean de Bonsi (67 anos)                               | 68    |
| 21 de julho de 1621     | Criação de 2 Cardeais                                                  | 70    |
| 21 de julho de 1621     | Lucio Sanseverino                                                      | 70    |
| 21 de julho de 1621     | Marcantonio Gozzadini                                                  | 70    |
| 17 de setembro de 1621  | Morte do Cardeal Roberto Belarmino, S.J. (78 anos)                     | 69    |
| 18 de outubro de 1621   | Morte do Cardeal Bartolomeo Cesi (54 anos)                             | 68    |
| 21 de abril de 1622     | Morte do Cardeal Michelangelo Tonti (56 anos)                          | 67    |
| 14 de agosto de 1622    | Morte do Cardeal Henri de Gondi (50 anos)                              | 66    |
| 5 de setembro de 1622   | Criação de 4 Cardeais                                                  | 70    |
| 5 de setembro de 1622   | Cosimo de Torres                                                       | 70    |
| 5 de setembro de 1622   | Armand Jean du Plessis de Richelieu                                    | 70    |
| 5 de setembro de 1622   | Ottavio Ridolfi                                                        | 70    |
| 5 de setembro de 1622   | Alfonso de la Cueva-Benavides e Mendoza-Carrillo                       | 70    |
| 29 de setembro de 1622  | Morte do Cardeal Filippo Filonardi (40 anos)                           | 69    |
| 25 de novembro de 1622  | Morte do Cardeal Giovanni Dolfin (76 anos)                             | 68    |
| 2 de junho de 1623      | Morte do Cardeal Alessandro Peretti di Montalto (52 anos)              | 67    |
| 8 de julho de 1623      | Morte do Papa Gregório XV (69 anos)                                    | 67    |
| 19 de julho 1623        | Abertura do Conclave de 1623                                           | 67    |
| 6 de agosto de 1623     | Eleição papal do Cardeal Maffeo Barberini com o nome de Urbano VIII    | 66    |